# Elzéar-Auguste Cousin de Dommartin

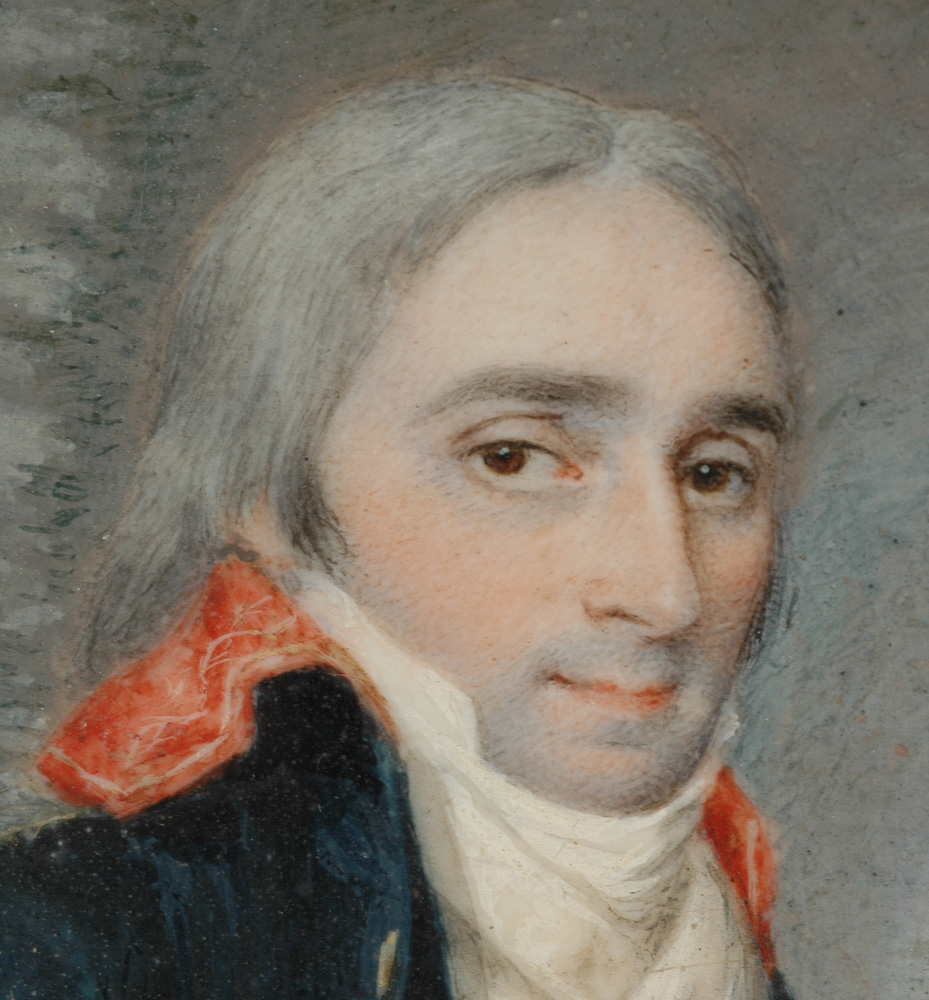
Portrait von Elzéar-Auguste Cousin der Dommartin

Elzéar-Auguste Cousin de Dommartin (* 26. Mai 1768 in Dommartin-le-Franc, heute Département Haute-Marne; † 9. Juli 1799 in Rosette, Ägypten) war ein französischer Divisionsgeneral der Artillerie.

## Leben
Dommartin war ein Sohn von Arnolut-François Cousin de Dommartin, Seigneur de Dommartin und dessen Ehefrau Marie-Rose d’Aulnay. Nach erstem Unterricht durch Hauslehrer besuchte er die Klosterschule von Joinville, die vom Orden der Minderen Brüder Kapuziner geführt wurde. 1784 wechselte er nach Metz an die École d’application de l'artillerie et du genie (→Festung Metz). Im darauffolgenden Jahr bestand er das Examen mit Platz 38 (Napoleon absolvierte dasselbe Examen mit Rang 42).
Nach mehreren Versetzungen nebst Beförderungen kam Dommartin in den Stab von General Jean-François Carteaux und kämpfte tapfer bei Ollioules (September 1793).
Er nahm 1796/97 am Italienfeldzug teil und kämpfte bei Montenotte (12. April 1796), Dego (14./15. April 1796), Mondovi (20./22. April 1796), Castiglione (5. August 1796) und Rovereto (4. September 1796).
Im Rang eines Général de division nahm Dommartin 1798 freiwillig an Napoleons ägyptischer Expedition teil. Er befehligte die Artillerie bei den Pyramiden (21. Juli 1798), bei Salayeh (3./4. August 1798) und war an den Belagerungen von al-Arisch (Februar 1799) und Akkon (März/Mai 1799) beteiligt.
Am 22. Juni 1799 requirierte Dommartin eine Felucke, um mit einigen Soldaten nilaufwärts nach Rosette zu segeln. Durch eine unbehandelte Wunde infizierte er sich und starb – sechs Wochen nach seinem 31. Geburtstag – am 9. Juli 1799 an Wundstarrkrampf. Als das Direktorium seiner Mutter – Dommartin war unverheiratet – eine Rente anbot, lehnte sie mit den Worten „Je remercie les représentants de la nation, mais je ne puis vivre du sang de mon fils“ ab.

## Ehrungen
- Sein Name findet sich am südlichen Pfeiler (25. Spalte) des Triumphbogens am Place Charles-de-Gaulle (Paris).